# コルドバ (スペイン)
コルドバ（スペイン語: Córdoba、ラテン語: Corduba、アラビア語: قرطبة）は、スペイン・アンダルシア州コルドバ県のムニシピオ（基礎自治体）。コルドバ県の県都である。グアダルキビール川に面する。
かつての後ウマイヤ朝の首都で、イスラム時代の文化を伝える建築物や街路が遺されている。メスキータやユダヤ人街を含む「コルドバ歴史地区」は世界遺産に登録されている。

## 歴史
古代ローマ時代には、属州ヒスパーニア・バエティカの首都であった。現在でもローマ寺院やローマ橋などの遺跡が遺されている。後に西ゴート王国に支配され、6世紀には東ローマ帝国の領土になった時期もある。
711年にイスラム教徒によって西ゴート王国が征服された（グアダレーテ河畔の戦い）。756年に成立した後ウマイヤ朝はコルドバを首都とし、その中心はモスク（メスキータ）であった。10世紀にアブド・アッラフマーン3世とハカム2世の治世下で繁栄を遂げ、大図書館が建てられて多くの学者が活躍した。トレドと並んで西方イスラーム文化の中心地として発展し、10世紀には世界最多の人口を持つ都市となった。
キリスト教勢力によるレコンキスタの進展により、1236年6月29日に、カスティーリャ王国のフェルナンド3世によって征服された。15世紀末、レコンキスタが完了するとイスラム勢力がイベリア半島から追われ、メスキータにはカトリック教会部分が増築された。

## 人口の推移
| コルドバ (スペイン)の人口推移 1900－2010                |
|                                                         |
| 出典:INE（スペイン国立統計局）1900年 - 1991年、1996年 - |

## 観光

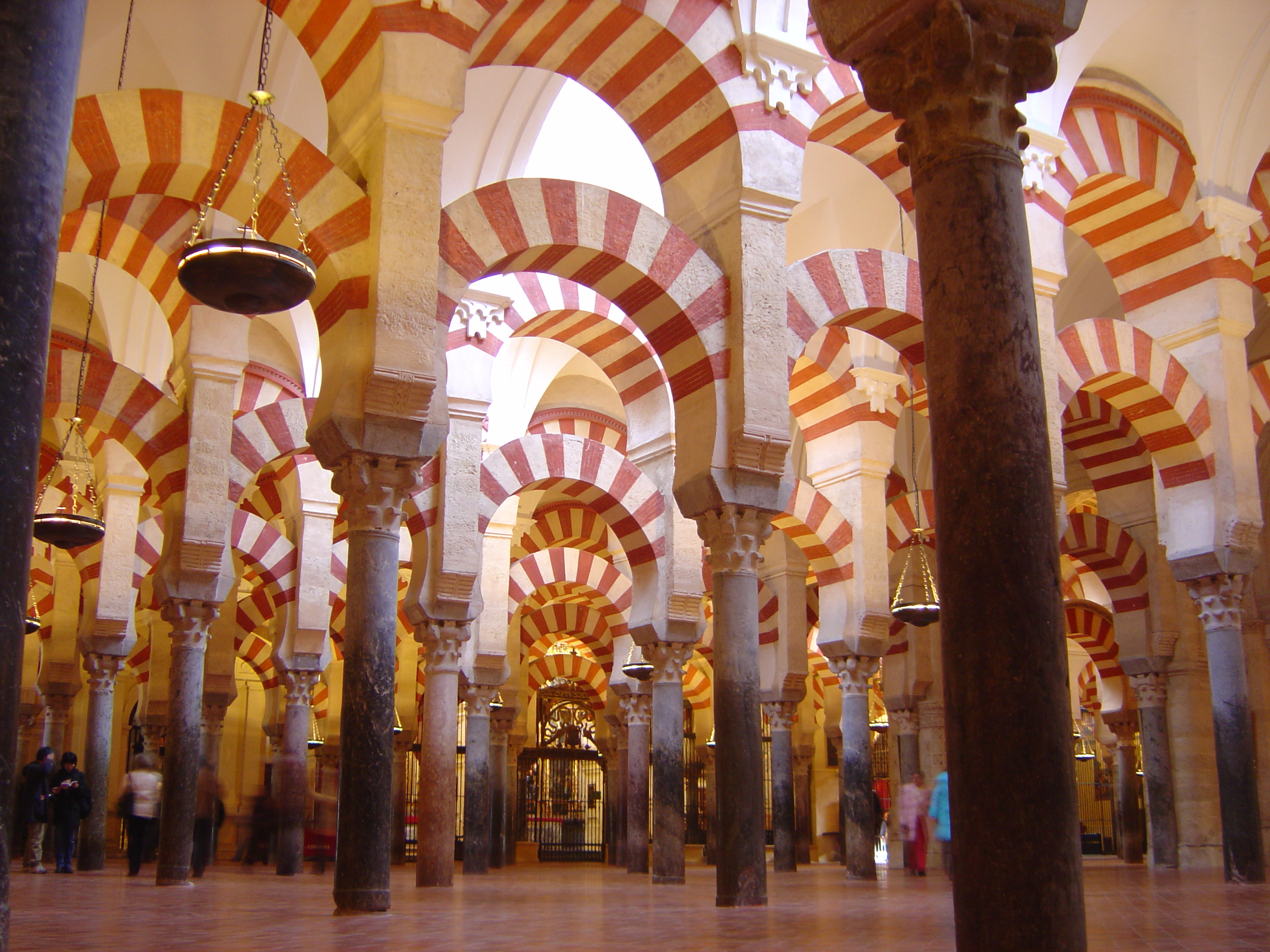
メスキータ内部「円柱の森」

メスキータ
784年にアブド・アッラフマーン1世により建設が始められたモスク。10世紀まで拡張が続き、レコンキスタ後はキリスト教の聖堂として利用された。
ユダヤ人街
メスキータの北にある入り組んだ街路の地域。スペインでは珍しいシナゴーグや白壁に花の鉢が飾られた観光スポット「花の小径」がある。
キリスト教徒の王たちのアルカサル
イスラム時代の宮殿の跡に、アルフォンソ11世により建てられた城。「Alcázar de los Reyes Cristianos」（キリスト教徒の王たちのアルカサル）と呼ばれる。
カラオーラの塔 (Torre de la Calahorra)
グアダルキビール川に架かるローマ橋 (es) を守護するための要塞。
メディナ・アサーラ (Medina Azahara)
コルドバから6 kmの位置にある遺跡。アブド・アッラフマーン3世が建てた宮殿の跡。
参考文献：『地球の歩き方 スペイン 2004～2005年度版』ダイヤモンド・ビッグ社

## 交通

### 鉄道
スペインの首都マドリードから高速鉄道AVEが通っており、約1時間40分で結ばれる。また、このコルドバでAVEは、マラガ方面とセビリャ方面に分岐している。AVEとは別に、東の方向へも鉄道が敷設されている。

### バス
高速バスでは、グラナダ、セビリャ、マラガから2時間か3時間である。

## スポーツ
- コルドバCF - サッカークラブ。
- コルドバCFフットサル - フットサルクラブ。

## 出身者
| - セネカ - 政治家、哲学者、詩人 - ルカヌス - 詩人 - イブン＝ルシュド - 哲学者 - モーシェ・ベン＝マイモーン - 哲学者 - イブン・ハズム - 神学者、法学者、詩人 - ゴンサロ・フェルナンデス・デ・コルドバ - 軍人 - ルイス・デ・ゴンゴラ - 詩人 | - スポーツ選手 - アルフォンソ・レジェス - バスケットボール選手 - フェリペ・レジェス - バスケットボール選手 - ティンテ - サッカー選手 - ミゲル・レイナ - サッカー選手 - トニ・ムニョス - サッカー選手 - アルバロ・ノボ - サッカー選手 |

## 写真集
- カラオーラの塔
- アルカサル
- メスキータ外観
- メスキータ内部。「円柱の森」
- カサ・アンダルシ
- ユダヤ人街
- メディナ・アサーラ

## 姉妹都市
- アダナ、トルコ
- ケルアン、チュニジア
- コルドバ、アルゼンチン
- サン＝ドニ、フランス
- サンパウロ、ブラジル
- ダマスカス、シリア
- ブール＝ガン＝ブレス、フランス
- フェズ、モロッコ
- ブハラ、ウズベキスタン
- マンチェスター、イギリス
- ラホール、パキスタン

## 関連作品
- 哀しみのコルドバ - 宝塚歌劇によるミュージカル作品。